# استفانو روسو (بازیکن فوتبال، زاده ۲۰۰۰)
استفانو روسو (انگلیسی: Stefano Russo؛ زادهٔ ۲۹ ژوئن ۲۰۰۰) بازیکن فوتبال اهل آلمان است.
وی همچنین در تیم‌های ملی فوتبال جوانان آلمان و تیم ملی فوتبال زیر 16 سال آلمان بازی کرده‌است.